# Tio Cipot
Tio Cipot (Murska Sobota, 20 aprile 2003) è un calciatore sloveno, centrocampista del Grazer AK, in prestito dallo Spezia, e della nazionale slovena Under-21.

## Biografia
È figlio di Fabijan Cipot, ex calciatore della nazionale slovena. Ha un fratello maggiore, Kai, anch'egli calciatore.

## Caratteristiche tecniche
Cipot è un mediano, in possesso di una discreta tecnica individuale e abile negli inserimenti. Può giocare anche da esterno, trequartista o mezzala.

## Carriera

### Club
Cipot inizia a giocare nelle giovanili del NŠ Mura, che nel 2020 lo aggrega alla prima squadra. Il 28 luglio 2021, esordisce nelle competizioni europee, subentrando a Žiga Kous all'83º minuto dell'incontro perso per 3-1 in casa del Ludogorec, valido per i preliminari di accesso alla fase a gironi di UEFA Champions League.
Il 19 gennaio 2023, Cipot viene acquistato a titolo definitivo dallo Spezia, in Serie A, per circa 700.000 euro, firmando un accordo valido fino al 30 giugno 2027. Esordisce in campionato il 27 gennaio seguente, subentrando al posto di João Moutinho al 67º minuto dell'incontro con il Bologna, perso per 2-0.
Dopo avere trovato poco spazio in un anno e mezzo di militanza con liguri, il 28 giugno 2024 Cipot viene ceduto ufficialmente in prestito al Grazer AK, squadra impegnata nella massima serie austriaca.

### Nazionale
Ha giocato nelle nazionali giovanili slovene Under-18, Under-19 ed Under-21.

## Statistiche

### Presenze e reti nei club
Statistiche aggiornate al 10 maggio 2024.
| Stagione        | Squadra         | Campionato      | Campionato | Campionato | Coppe nazionali | Coppe nazionali | Coppe nazionali | Coppe continentali | Coppe continentali | Coppe continentali | Altre coppe | Altre coppe | Altre coppe | Totale | Totale |
| Stagione        | Squadra         | Comp            | Pres       | Reti       | Comp            | Pres            | Reti            | Comp               | Pres               | Reti               | Comp        | Pres        | Reti        | Pres   | Reti   |
| --------------- | --------------- | --------------- | ---------- | ---------- | --------------- | --------------- | --------------- | ------------------ | ------------------ | ------------------ | ----------- | ----------- | ----------- | ------ | ------ |
| 2019-2020       | NŠ Mura         | 1.SNL           | 2          | 0          | CS              | 0               | 0               | UEL                | 0                  | 0                  | -           | -           | -           | 2      | 0      |
| 2020-2021       | NŠ Mura         | 1.SNL           | 4          | 0          | CS              | 0               | 0               | UEL                | 0                  | 0                  | -           | -           | -           | 4      | 0      |
| 2021-2022       | NŠ Mura         | 1.SNL           | 20         | 2          | CS              | 1               | 0               | UCL+UEL+UECL       | 1+1+2              | 0                  | -           | -           | -           | 25     | 2      |
| 2022-gen. 2023  | NŠ Mura         | 1.SNL           | 18         | 2          | CS              | 1               | 0               | UECL               | 4                  | 1                  | -           | -           | -           | 23     | 3      |
| Totale NŠ Mura  | Totale NŠ Mura  | Totale NŠ Mura  | 44         | 4          |                 | 2               | 0               |                    | 8                  | 1                  |             | -           | -           | 54     | 5      |
| gen.-giu. 2023  | Spezia          | A               | 8          | 0          | CI              | -               | -               | -                  | -                  | -                  | -           | -           | -           | 8      | 0      |
| 2023-2024       | Spezia          | B               | 9          | 0          | CI              | 1               | 0               | -                  | -                  | -                  | -           | -           | -           | 10     | 0      |
| Totale Spezia   | Totale Spezia   | Totale Spezia   | 17         | 0          |                 | 1               | 0               |                    | -                  | -                  |             | -           | -           | 18     | 0      |
| 2024-2025       | Grazer AK       | BL              | 8          | 1          | CA              | 1               | 0               | -                  | -                  | -                  | -           | -           | -           | 9      | 1      |
| Totale carriera | Totale carriera | Totale carriera | 69         | 5          |                 | 4               | 0               |                    | 8                  | 1                  |             | -           | -           | 81     | 6      |

## Palmarès

### Club

#### Competizioni nazionali
- Campionato sloveno: 1

NŠ Mura: 2020-2021